# LPB Ge 2/2
Als Ge 2/2 wird die einzige elektrische Lokomotive der Locarno-Ponte-Brolla-Bignasco-Bahn (LPB) bezeichnet, welche 1911 angeschafft wurde. Sie erhielt die Fahrzeugnummer 4.
Es war die erste reguläre Lokomotive der Maschinenfabrik Oerlikon (MFO), in die eine elektrische Rekuperationsbremse für das Einphasen-Wechselstromsystem eingebaut hatte.
Die Lokomotive wurde nachträglich für den Güterzugdienst angeschafft, um die drei elektrischen Triebwagen BCFe 4/4 zu entlasten. Sie verunglückte jedoch am 30. Mai 1923 bei Visletto, wobei sie in die hochgehende Maggia stürzte. Da damals die Umstellung auf 1200 Volt Gleichspannung schon beschlossen war, wurde die Lokomotive komplett abgeschrieben und keine elektrische Ersatzlokomotive beschafft.

## Technisches
Die Lokomotive wurde von der Maschinenfabrik Oerlikon hergestellt, wobei der mechanische Teil von der Schweizerischen Wagonsfabrik AG in Schlieren-Zürich bezogen wurde. Der Kaufpreis betrug 54 496 Schweizer Franken.
Die Lokomotive besass einen eisernen Wagenkasten mit kräftigem Aussenrahmen-Untergestell. Beidseitig befand sich ein geschlossener Führerstand, während der Hochspannungsraum mit Transformator und Motor mittig untergebracht war.
Die Lokomotive war für zwei Spannungen ausgelegt: 5000 Volt 20 Hertz auf der Überland- und 800 Volt 20 Hertz auf der Stadtstrecke. Während für die Stadtstrecke ein Bügelstromabnehmer zum Einsatz kam, erfolgte die Stromabnahme auf der Überlandstrecke mit zwei Kontaktruten des Systems Oerlikon. Die Spannungsauswahl erfolgte fest gekuppelt mit den Stromabnehmern. Während beim Betrieb mit 800 Volt die Einspeisung der Motoren direkt über den Fahrschalter erfolgte, wurde beim Betrieb mit 5000 Volt die Spannung zuerst mit einem Transformator auf 800 Volt herunter transformiert. Der kompensierte Serienmotor mit phasenverschobenem Hilfsfeld hatte eine Stundenleistung von 240 PS und eine Nenndrehzahl von 500 bis 1100 Umdrehungen pro Minute. Die Kraftübertragung von der Motorwelle erfolgte über ein Pfeilrädergetriebe mit der Übersetzung von 1:3,9 auf die Kurbelwelle und von dort über eine Kuppelstange auf die Räder.
Die Ansteuerung der Fahrmotorsteuerung erfolgte direkt mit Handrädern, die sich an der Führerstandrückseite befanden. Der Transformator verfügte ausserdem über Abgänge für 200 Volt (Heizung), 100 Volt (Kompressormotor) und 50 Volt (Beleuchtung).
Volt- und Amperemeter für den Triebmotor waren auf beiden Führerständen vorhanden, der registrierende Geschwindigkeitsmesser der Bauart Hasler befand sich jedoch nur auf einem Führerstand und konnte von der anderen Seite nur über Spiegel eingesehen werden.
Die beiden Speichenräder waren mit Blattfedern über den Achslagern gefedert. Ausserdem besass jedes Rad innen einen Bremsklotz. Die vier Bremsklötze waren über ein Gestänge miteinander verbunden und konnten entweder mit der Handbremse oder mit der nicht automatischen Luftbremse nach dem Böckersches Zweikammersystem betätigt werden. Die Lokomotive besass ausserdem noch eine elektrische Bremse, die bis zum Stillstand funktionierte. Für die Anhängelast war eine Westinghouse-Bremse vorhanden. Die notwendige Druckluft erzeugte ein Westinghouse-Kompressor dessen 5-PS-Repulsionsmotor mit 100 Volt betrieben wurde. Die Ansteuerung des Kompressormotors erfolgte im Betrieb automatisch mit einem Druckschalter oder wahlweise manuell. Die erzeugte Druckluft wurde nicht nur für die Bremsen, sondern auch für die Sander und die beiden Signalpfeifen verwendet.